# Log-Dragomer
Log-Dragomer est une commune du centre de la Slovénie située au sud ouest de Ljubljana. La commune existe depuis 2006. Avant cette date, le territoire de la commune appartenait à la commune proche de Vrhnika.

## Géographie
La commune est localisée sur la partie nord des Alpes dinariques dans la vallée de la Ljubljanica. Elle bénéficie de sa proximité avec la capitale.

### Villages
Les villages qui composent la commune sont Dragomer, Lukovica pri Brezovici et Log pri Brezovici.

## Démographie
Entre 2007 et 2021, la population de la commune de Log-Dragomer est restée proche de 3 500 habitants.
Évolution démographique
| 2007  | 2008  | 2009  | 2010  | 2011  | 2012  | 2013  | 2014  | 2015  |
| ----- | ----- | ----- | ----- | ----- | ----- | ----- | ----- | ----- |
| 3 488 | 3 499 | 3 538 | 3 575 | 3 581 | 3 631 | 3 660 | 3 620 | 3 636 |
| 2016  | 2017  | 2018  | 2019  | 2020  | 2021  |       |       |       |
| 3 606 | 3 653 | 3 631 | 3 669 | 3 656 | 3 620 |       |       |       |